# Ćilimarstvo u Bosni i Hercegovini
Ćilimarstvo u Bosni i Hercegovini prvo kao narodna radinost, a onda i kao zanatska proizvodnja spada u izrazito tkalačko (zanatsko) likovno stvaralaštvo, koje je posebno bilo razvijeno u nekoliko ćilimarskih oblasti i/ili centara od 18. do prve polovine 20. veka. Iako su se ovi centri u Bosni i Hercegovini razlikovali od drugih područja npr. u susednoj Srbiji po razvijenoj i prepoznatljivoj proizvodnji, oni su se i međusobno razlikovali po kompozicijama ukrasa, stilskim obeležjima, koloritu, ornamentima ali i načinu njihove interpretacije. Zajednička osobina svih ovih centara u Bosni i Hercegovini  bila je ta što su se ćilimi skoro u svim tim oblastima tkali sa dva lica.
Ćilimarstvo je od njegovog nastanka na prostoru Balkanskog poluostrva predstavljalo najznačajniji segment tekstilnog stvaralaštva kroz nekoliko vekova.  U ovom segmentu stvaralaštva posebno mesto imaju Bosanski ćilimi kao važan predstavnik ćilimarstva ovih područja. Bosanski ćilimi su uglavnom crvene pozadine i imaju raznovrsne mustre po sebi. Na krajevima kocke u formi žaba na raznim pozadinama. Ponekad se može naići i na plavu podlogu za bosanske ćilime

## Opšte informacije
Za ćilime nastale u Bosni i Hercegovini se može reći da su to tkanine prošlosti, sadašnjosti i budućnosti, na zavidnom nivou kvantiteta, kvaliteta, načina proizvodnje, ali i svega onoga što prati ovaj vid narodnog stvaralaštva kroz više vekova.
Tkanje ćilima vršeno je na razboju, na kome su žene u Bosni radile od davnina, praveći prostirke za potrebe kuće i domaćinstva. Predivan spoj boja i šara, na prirodan način bojene vune, postao je  vremenom umetnost koja u svakom ćilimu, serdžadi ostavlja deo mašte i ornamentike podneblja u kome su ćilimi nastali, duboko utkane u svest tkalje.
Tkanje ćilima je težak posao, koji zahteva geometrijsku preciznost, izuzetnu veštinu i kreativnost, koja se zasniva isključivo na ručnom radu starom nekoliko vekova. Koliko je to mukotrpan posao govori podatak da dve tkalje moraju istovremeno da rade mesec dasna da bi napravile samo jedan kvadratni metar ćilima.
Tkanje ćilima je tradicija koja se prenosi s kolena na koleno, i tako vekovima majke uče od baka, a ćerke od baka i majki, „boreći se” do današnjih dana da očuvaju tradiciju zapisanu u njihovim genima. tako su mnoge devojčice u Bosni i Hercegovini odrastale okružene ćilimima, „vezane za njih” za ceo život.
Motivi na ćilimima nastalim u Bosni i Hercegoovini, imaju i svoju specifičnost, jer često u sabi skrivaju mističnu crtu. Jer utkani simboli često predstavljaju stare simbole magičnog značenja i mogu se čitati kao azbuka slika (kojih postoji 95), koje oni koji ih rade moraju da znaju napamet.
Svaki ćilim istkan u Bosni i Hercegovini priča svoju priču, različitu, u zavisnu od različitosti epohe u kojoj je nastao.

## Istorija
Začetak ćilimarstva u Bosni i Hercegovini mnogi vide još u davnim vremanima, kada je počelo pripipitomljavanje ovaca i koza i gajenja pamuka, izvora sirovina za njegov razvoj. Zato se smatra da tkanje nisu proširili sedelački neolitski ratari, nego nomadi ili preciznije kazano pastiri, koji su verovatno sa Bliskog istoka, zajedno sa ovcama i kozama doneli tradiciju tkanja ćilima na  Balkansko poluostrvo. O tome doduše direktnih dokaza nema, ali postoje posredni dokazi sa prikazima stilizovanih tkačkih proizvoda na frizovima tračkih posmrtnih maski i stereobatima grčkih hramova.
Tehnike tkanja na prostoru Bosne i Hercegovine koristila se još u doba neolita o čemu svjedoče mnogi arheološki nalazi od pronalaženja kamenih kugli, utega na razbojima, do otisaka tkanine na keramičkom posuđu, ostataka tkanina na noževima i slično. To nam daje za pravo da shvatimo da je bosanski ćilim postojao pre dolaska Osmanlija na ova područja koji su samo  na već postojeću autohtonu bazu ugradili složene ornamentalne sisteme istočnjačkih kulturnih tradicija. Ovi zaključci su bitni jer moramo otkloniti predrasude o nastanku bosanskog ćilima, jer nažalost i danas pojedini etnolozi smatraju da su tehnike tkanja donesene sa osmanlijama.
Međutim tek sa Turcima i islamom koji je doneo novi način života, ćilimi ulaze u masovnu upotrebu. Koriste se nove tehnike: tako da pored klećanih ćilimi koji su najbrojniji, Turci uvode i uzlovane ćilime. Dok su Bošnjakinje same osmišljavale mustre za tkanje i oblike koje su nazivali: vijenci, kljunovi, baklave, kolo itd.
Time se donekle pobija ideja da su na Balkansko poluostrvo, tkalački zanat donele Osmanlije, iako je istoričar Hamdija Kreševljaković (1888-1959) utvrdio je da su termin ćilim u mnoge krajeve Balkanskog poluostrva donele Osmanlije.  Vezu sa Turcima spaja jedino priča o Ćiprovcima, najvećem hrišćanskom gradu na Staroj planini, u kome su se Južni Sloveni naselili u 7. veku. Od 9. veka do 1373. godine oblast je bila u sastavu srednjovekovne Bugarske. Krajem 14. veka oblast Dimova je pala pod petovekovnu vlast Osmanlija. koji je od početka turskog ropstva svoje bogatsvo dugovao rudarstvu, zlatarskom zanatu i ćilimarstvu, ali u njemu Turci nisu bili nosioci ćilimarstva, nego njegovim sponzori. Nakon ustanak ćiprovačkih vlastelina, 1689. grad je zadesila zla sudbina, poznata kao "Ćiprovačka katastrofa" u 17. veku. Od grada, po ekonomskoj moći, ravnog Beogradu, Nišu ili Vidinu, za manje od mesec dana nije ostao ni kamen na kamenu. Preživelo stanovništvo su se masovno raselilo po Vlaškoj, Ugarskoj, Austriji i Hrvatskoj. Raspd Ćiprovca uticao je na to da se središte ćilimarstva preseli sa Bugarske na Srpsku stranu Stare planine prvo u podstaroplaninsku pirotsku kotlinu i grad Pirot, u kome će ćilimarstvo postati umetnički najsvaršeniji oblik zanatstva u ovom delu Balkanskog polustrva, a potom i u ostale delove Balkanskog poluostrva, uključujući i Bosnu.
Po uzoru na pirotski kraj  uspostavila se paralelnoi ćilmarske proizvodnje u Sjenici i Novom Pazaru kao i u mnogim mestima u Bosni, poput Gacka, Foče i Sarajeva.
Prvi poznati ćilimarski centri na prostoru današnje Bosne i Hercegovine nalazili su se u Bosanskom Petrovcu, Rogatici, Bjelaju, Gacku i Glamoču. Pored proizvodnih u Sarajevu, Zenici i Banja Luci se pojavljuju trgovački centri u kojima su se mogle kupiti sve vrste ćilima proizvedenih na  prostorima Bosne i Hercegovine, ali i onih koji su uvezeni iz raznih dielova Osmanskog carstva. Ćilime su također prodavali i trgovački putnici, širom Evrope,  pa su ćilimi iz Bosne i Hercegovine stigli do mnogih krajeva izvan  prostora na kome su nastali. Među prvim uzorcima bio je ćilim iz Prozora iz prve polovine 19. veka“Petrovačka zilija” (zapadna Bosna), “Beogradsko kolo” (istočna Bosna), “Ćilim na kola s patkama u ćenaru” (okolica Ćelebića i Konjica), sve su ovo nazivi za isti uzorak u kućnom ćilimarstvu za čiju je izradu poslužio ćilim orijentalnog porekla.
Kada je nastupio Veliki rat, ćilimarstvo nije zamrlo, jer se ćilimima otkupljivao život od okupatora. Iako je mir između dva svetska rata ponovo obnovio zadrugarstvo, istovremena industalizacija je ispraznila sela, uvela novu - merino rasu ovce i pokušala da od ćilimarskog zanata napravi industriju. Time je industrijska proizvodnja uspela gotovo da zatre klasičan ćilimarski zanat i kvalitet izatka ih ćilima. Jer, ćilimarstvo nije i nikada neće biti industrija već individualan zanat, koji se prepletao ponekad i sa narodnom umetnošću.
U Zemaljskom muzeju BiH sačuvana je zbirka koja broji preko stotinu uzoraka bosanskih ćilima. To je jedna od rietkih zbirki ćilima koja postoji u Bosni i Hercegovini.

### Ćilimarski centar u BiH
Kada je 1878. godine austrougarska vlast okupirala Bosnu i Hercegovinu, promućurni austrijanci otkruli su lepotu i atraktivnost bosanskih tekstilnih rukotvorina, koje je moguće plasirati na tadašnje evropsko tržište.
Ubrzo je iz Beča u Sarajevo poslat  Filip Hesen, koji je na Bistriku 1882. godine sagradio dvospratnu zgradu u kojoj je kasnije smeštena ćilimara, i od prostora današnjeg Trga Austrije stvorila  prvu sarajevsku industrijsku zonu.
Tkačnica je vremenom izvršila veliki uticaj na kućno ćilimarstvo u Bosni i Hercegovini na način da su tkalje kopirale uzorke sa ćilima direktno iz Tkačnice, pa su onda te tkalje koje bi usavršile izradu određenog uzorka prenosile svoje znanje na druge tkalje.

Prema rečima Mufida Garibija, arhitekte i poznavalac istorije Sarajeva...
...u Hesenovoj tvornici ćilimi su tkani na tkalačkim stanovima, a postojao je i pogon za izradu perzijiskih ćilima koje su ručno izrađivali radnici, tzv. čvoraši, te radionica goblena i beza. Proizvodnja je naglo rasla pa je 1892. tadašnji gradonačelnik Sarajeva Mustaj-beg Fadilpašić predložio Zemaljskoj vladi da otkupi i proširi objekat.
Vlada je poslušala Fadilpašića i otkupila ćilimaru, a objekat je proširen dodavanjem jednog sprata. Osnivanje ćilimare u ovom formatu predstavljalo je začetak tekstilne industrije u Sarajevu.
Zbog svog izgleda i kvaliteta Bosanski ćilimi postali su vremenom s kraja 19. i spočetka 20. veka dosta traženi na tržišt u Evropi  

## Način izrade
Priprema vune
Za izradu ćilima koristila se vuna domaće ovce, a za bojenje uglavnom biljni sastojci.  Pre tkanja vuna je bojena kod bojadžija, koji su sve do kraja 19. veka koristili biljne sirovine za proizvodnju boja (korenje, listovi i plodovi biljaka: krmeza (Cochenille), varzije (Varzilo – brasile), zerdešapa (Curcuma longa), broća (Rubia tinktorum) i čivita (Indigo). Tokom bojenja dodavane su i potrebne kiseline, baze ili metali.
Procesom bojenja vuna dobijane su; aleva (crvena), đuvez (bordo), kaveređija (kafena), višnjerenđija (višnjeva), modra (čivitna), otvorenoplava (nebo) i zatvorenoplava. Boje su bile mirnih tonova i postojane.
Krajem 19. veka bojadžije u Bosni i Hercegovini počele su sa primenom i anilinskih boja. 
Tehnika izrade
Ćilimi su tkani najlepšom i najsavršenijom glatkom tehnikom na vertikalnim razbojima tehnikom klečanja. Klečanje se izvodi potkom namotanom prstima u gužvice, zamotuljke. Zamotuljci su bojeni u onoliko boja koliko je potrebno za izvođenje zamišljene šare.
Da bi tkanje bilo kvalitetno, bila je važna dobra izvežbanost prstiju tkalje kojima je ona izvlačila žice osnove kroz koje se umeće potka odgovarajuće boje, a zatim se nastavlja sa zamotuljkom druge boje.
Tokom tkanja važno je da se šara dobro sabije — što se čini tupicom, drvenim češljem sa zupcima.
Zev se na vertikalnom razboju dobijao pomoću obnitelnika. Ako se ornament izvodi u pravcu osnove, javljaju se otvori, zvani rešme. Ukoliko šara ide pod kosim uglom, dijagonalno prema osnovi, šupljine se ne primećuju.
Od ukrasa tokom tkanja uglavnom se koristila prava, cik-cak linija, trougao, romb, takođe i motivi iz flore i faune, rađeni veoma stilizovano.
Za izradu kvalitetnog bosanskog ćilima (dva puta tri metra) potrebno je između mesec i mesec i po intenzivnog rada izuzetno vešte tkalje.
Improvizacija
Često su tkalje u Bosni i Hercegovini tokom tkanja ćilima vršile  svojervsnu improvizaciju, pa su iz osnovnih viševekovnih ustaljenih uzoraka nastajali novi motivi. U koloritu kućnog ćilimarstva zadržan je pastelni kolorit biljnih boja, a ornamentima su davana narodna imena: iđolska kola, kandiljaš, bešikaš, na baklave, tablaš, lepiraš, lalaš itd.

## Izgled
Bosansko ćilimarstvo ima više ornamentalnih stilizacija srodnih sa pirotskim ćilimima, ali za razliku od pirotskih ovi ćilimi su nešto grublje pređe.  Motivi bosanskih ćilima neretko su odraz života ovdašnjeg naroda. Šaranju ćilima davao se veliki značaj. 
U njima su utkani stoletni simboli koji sežu do postanka čoveka. Svaka šara nosi posebnu skrivenu poruku, a ćilim sa svojom originalnom kompozicijom zapravo postaje specifično slikovno pismo. U ćilim tkalje utkivaju simbole, svoja osećanja, kao i mitove i verovanja, te ćilim poseduje religijske i kosmološke kvalitete.
Najobičnije bosanski ćilimi su crvene pozadine i imaju raznovrsne mustre po sebi. A na krajevima kocke u formi žaba na raznim pozadinama. Prisutna je i plava podloga za bosanske ćilime.
Bosanske ćilime krasi lepota, bogata likovna ornamentika, kolorit. Na ovim ćilimima se spaja i uticaj dalekog Orijenta i autohtonih balkanskih elemenata.
S početka 20 veka tkalje ćilima nastojale su da svoja dela približe realističkom prikazivanju vegetabilnih i drugih figuralnih motiva. U tome im je mnogo pomagalo otkriće i upotreba anilinskih boja, koje su omogućavale veći kolorit tkanina. Tako su ćilimi iz ovog perioda po svom izgledu postali napadniji, sa odsečnijim i kontrastnijim tonovima i prelazima između boja.
Najpoznatiji ćilimi nastali u Bosni Hercegovini su  begovski ćilimi koji su tkani i po više meseci. Kada bi ga završili, tkalje su ga iznosile napolje, i okretale prema suncu kako bi procenile kvalitet. Kroz ćilim nije smeo proći niti jednan zrak sunčeve svetlosti, što bi dokazivalo gustoću tkanja, kvalitet izrađenog ćilima.

## Upotreba
Ćilimi tkani u ovim oblastima masovno su bili u upotrebi kod gradskog  austrougarskog, srpskog i muslimanskog življa, bilo u njihovim domovima ili u verskim objektima (džamijama), dok su ih na selu koristili samo Bošnjaci. 
U bosanskoj kući ćilim je imao mnogobrojne funkcije. Njime se ukrašavala soba, služio je i kao prostirka na podu, za zastiranje sećija, za prekrivanje kreveta i ukrašavanje zidova. Česti su slučajevi da je na zid okrenut prema Kibli u pravcu svete Kabe u Meki okačena serdžada na kojoj je oslikan mihrab. Takve prostirke su služile i za obavljanje namaza. Ako nisu bili imućni, onda su nastojali da im makar jedna ovakva prostirka krasi pod dnevne sobe. Ćilimi su se smatrali izuzetno vrednim darom, pa su darivani džamijama, ređe crkvama, a i članovima porodice prilikom ženidbe i useljenja u novu kuću.

## Značaj
Od početla 1970-tih godina, kada se smatra da su po prvi put na pravi način predstavljeno ali i piratizovano ćilimarstvo sa prostora Bosne i Hercegovine, pa sve do današnjih dana, kada su na mnogim izložbama i manifestacijama u Bosni i Hercegovini i u inostranstvu izlagani, ćilimi iz ovih krajeva su uvek izazivali ne samo interesovanja već i ushićenje javnost.  Na to su uticale brojne činjenice:
- Da ovaj oblik narodne umetnosti postojao je samo u nekoliko zemalja u svetu, uključujući i Bosnu i Hercegovinu...koja sve do novijeg vremena ima sačuvanu tako raznoliku i sadržajnu tradicionalnu likovno — dekorativnu umetnost.
- Da je ova umetnost narodnog stvaranje... prava riznica neiscrpnih rešenja, kako u pogledu oblika, motiva i boja, tako i u upotrebi različitih materijala i primenjenih tehnika.
- Da su ćilimi iz Bosne i Hercegovine najčešće bili namenjeni...svakodnevnoj ili učestaloj upotrebi u seoskim i gradskim domaćinstvima, džamijama, ali i za raznovrsne običajne i rituale.

Za značaj ćilimarstva nastalog u Sarajevu se može reći da je to jedan od retkih krajeva u kome su stvarane tkanine prošlosti, sadašnjosti i budućnosti, koje su oduvek bile na zavidnom nivou kvantiteta, kvaliteta, načina proizvodnje, ali i svega onoga što prati ovaj vid narodnog stvaralaštva kroz više vekova.

## Literatura
- Bejtić Alija: Ideja lijepog u izvorima islama, „Ka obnovi islamske misli, bošnjačko razumijevanje islama u 20 stoljeću“, str. 422, Udruženje ilmijje IZ-e u BiH, Sarajevo 2009.
- Al Faruqi Isma'il Raji and Lamya al Faruqi: The Cultural Atlas of Islam, str. 379, Macmillan Publishing Company, New York 1986.
- Grupa autora: Arapsko-islamski uticaj na evropsku renesansu, str. 266, Fakultet islamskih nauka u Sarajevu, Sarajevo 1999.
- Worringer Wilhelm: Apstrakcija i uživljavanje u: Duh apstrakcije, str. 53, Institut za povijest umjetnosti, Zagreb 1999.
- Bečanović-Nikolić Zorica: Hermeneutika i poetika, str. 22, Geopoetika, Beograd 1998.
- Gadamer Hans Georg: Umjetnost slike i umjetnost riječi u: Slika i riječ, str. 43, Institut za povijest umjetnosti, Zagreb 1997.
- Hiti Filip: Istorija Arapa, str. 247, Veselin Masleša, Sarajevo 1988.
- Omanić Ajnija: Javno zdravlje u tradicionalnoj kulturi ponašanja Bošnjaka, str. 265, Institut za socijalnu medicinu, Sarajevo 2000.
- Grupa autora: Arapsko-islamski uticaj na evropsku renesansu, str. 267, Fakultet islamskih nauka u Sarajevu, Sarajevo 1999.
- Čar-Drnda Hatidža: Osnivanje Novog Pazara i njegov razvitak do kraja XVI vijeka, str. 77, Novopazarski zbornik 8., Novi Pazar 1984.
- Zukić Kemal: Islamska arhitektura, slikarstvo i primijenjena umjetnost, knjiga II, str. 664, Bošnjački institut, Sarajevo 2001.

## Spoljašnje veze
- Ćilimarstvo u bošnjačkoj kulturi